# Margarites olivaceus
Margarites olivaceus är en snäckart som först beskrevs av T. Brown 1827.  Margarites olivaceus ingår i släktet Margarites och familjen pärlemorsnäckor. Inga underarter finns listade i Catalogue of Life.

## Bildgalleri

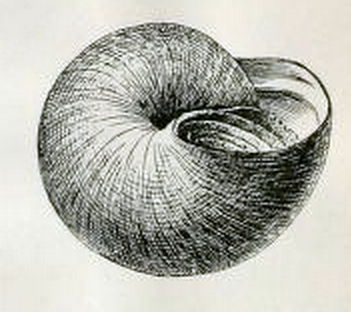